# Cyclosa punjabiensis
Cyclosa punjabiensis là một loài nhện trong họ Araneidae.
Loài này thuộc chi Cyclosa. Cyclosa punjabiensis được miêu tả năm 2002 bởi Ghafoor & Beg.